# Juego de tablero

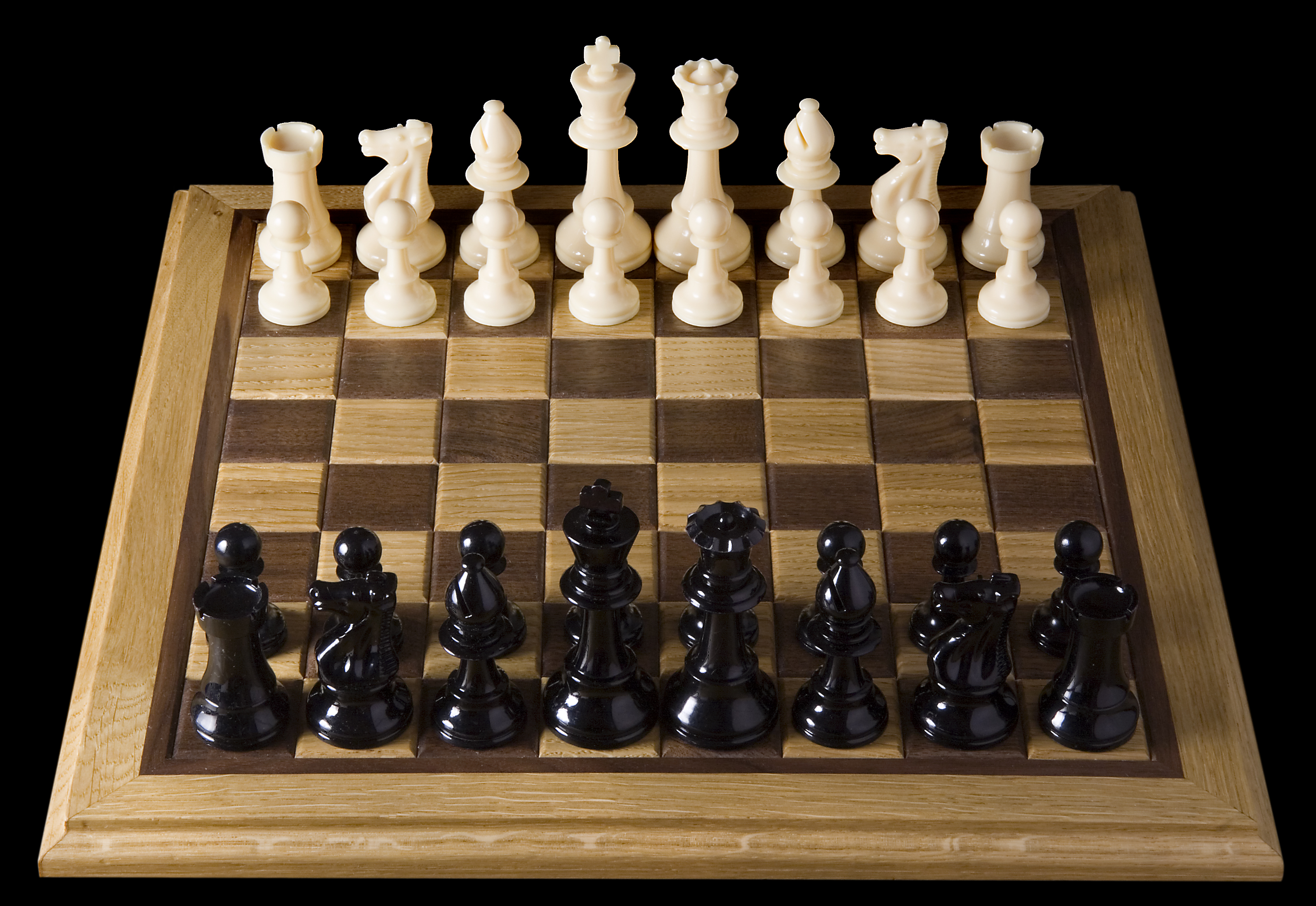
El ajedrez, uno de los juegos de tablero más conocidos.

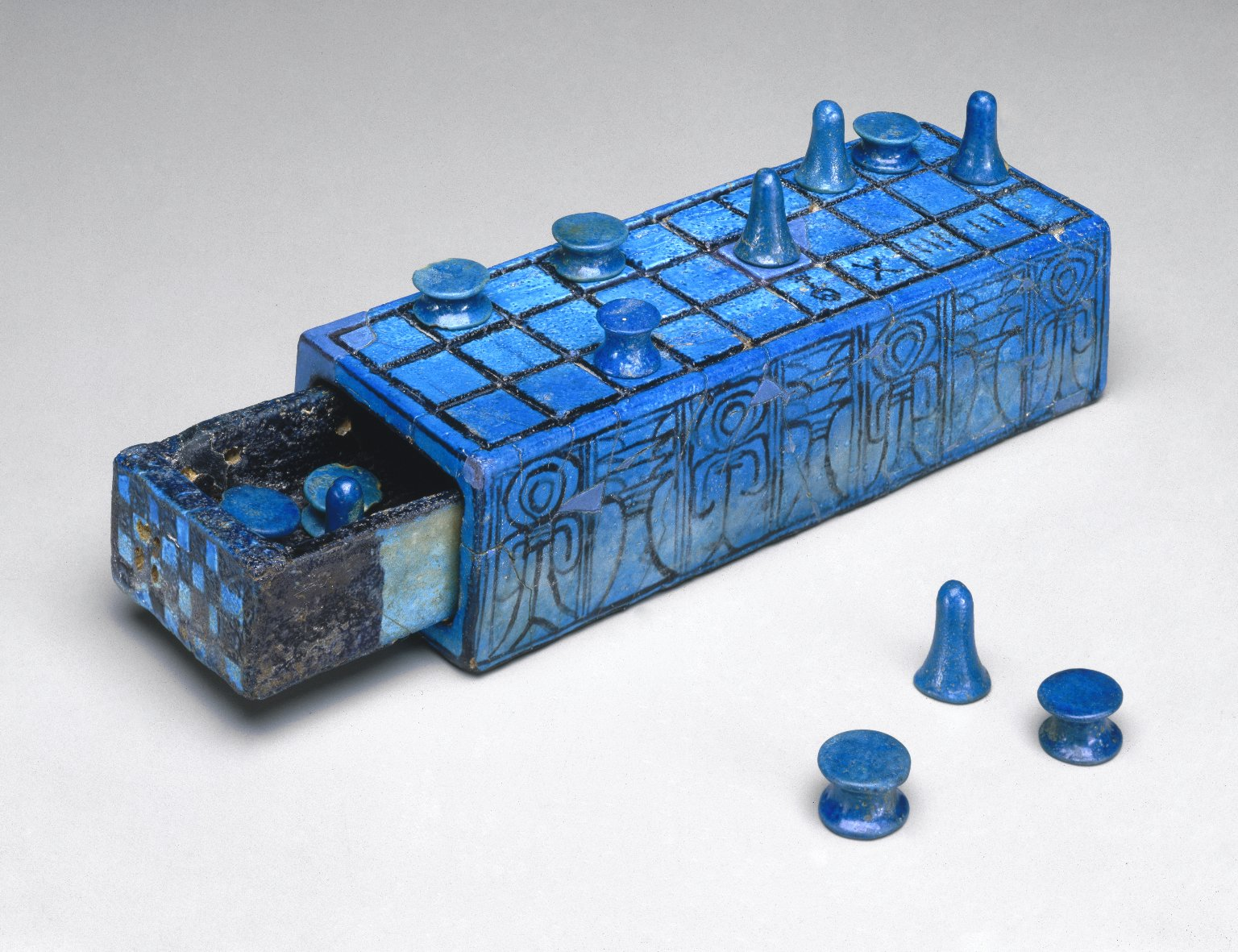
Juego de senet procedente de la tumba de Amenhotep III, exhibido en el Brooklyn Museum.

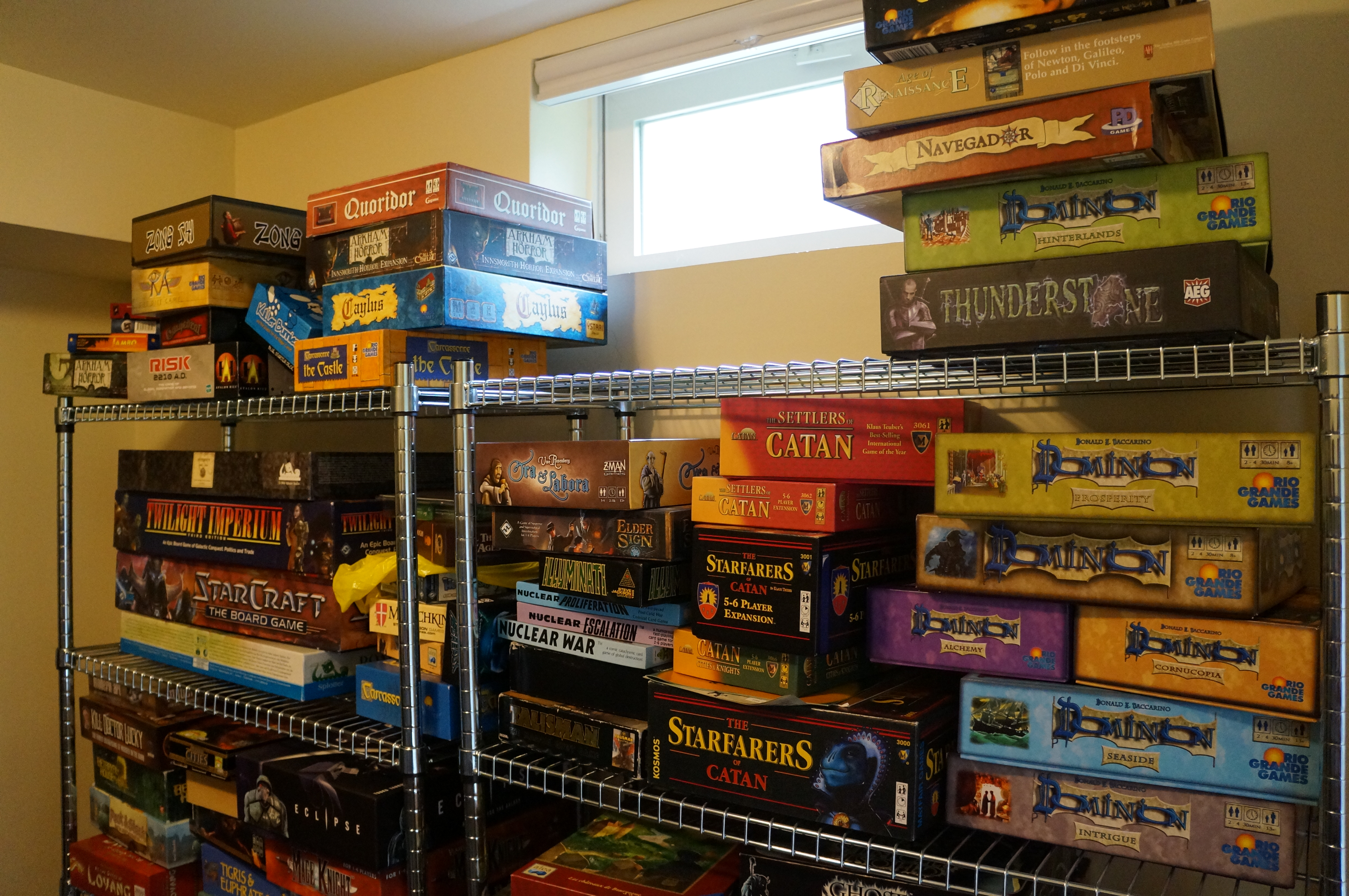
Estanterías con diversos juegos de mesa modernos.

Un juego de tablero es un juego de mesa que utiliza uno o más tableros como soporte como parte fundamental de su sistema de juego.
Aunque existen videojuegos que funcionan sobre un tablero virtual, el término "juego de tablero" se aplica habitualmente a juegos con tableros físicos.

## Historia
Los juegos de tablero tienen una larga historia y se han jugado en la mayoría de las culturas y sociedades. Existe cierto número de lugares históricos importantes, artefactos y documentos que nos ilustran sobre los primeros juegos de tablero. Entre los más importantes de estos se incluyen
- Los yacimientos de Başur Höyük, cerca de la ciudad turca de Siirt, han aportado piezas de juego de cerca de 5000 años de antigüedad.[2]
- La tumba real de Merknera contiene un fresco que resulta ser la primera imagen conocida del antiguo juego egipcio senet.
- Las tumbas reales de Ur contienen, entre otros, el juego real de Ur. Las excavó Leonard Woolley, pero sus escritos documentan poco los juegos. Gran parte de los juegos que extrajo se encuentran ahora en el Museo Británico de Londres. Uno de los conservadores de este museo, Irving Finkel ha traducido las reglas a partir de tablillas cuneiformes.
- La lista de juegos de Buda es la primera lista conocida de juegos.
- El manuscrito de Alfonso X de Castilla Libro de axedrez, dados e tablas, también conocido simplemente como Libro de los juegos, es un texto encargado por Alfonso X que traduce al español un gran número de documentos árabes sobre juegos. Muchos de estos documentos árabes originales se han perdido, por lo que el libro de Alfonso X es la primera codificación conocida de muchos juegos clásicos.
- El techo del templo de Kurna, en Egipto, datado alrededor del siglo XV a. C., tiene grabados siete juegos de tablero. Muchos de estos tableros son los más antiguos conocidos de su tipo.

### Europa
Los juegos de mesa tienen una larga tradición en Europa. Los registros más antiguos de juegos de mesa en Europa se remontan a la Ilíada de Homero (escrita en el siglo VIII a. C.), en la que menciona el juego de la Antigua Grecia de la Petteia. Este juego de la petteia evolucionaría más tarde en el Ludus Latrunculorum romano.  Los juegos de mesa en la antigua Europa no eran exclusivos del mundo grecorromano, ya que los registros estiman que el antiguo juego nórdico del Hnefatafl se desarrolló en algún momento antes del año 400 DC. En la antigua Irlanda, se dice que el juego de Fidchell o Ficheall, se remonta al menos al año 144 d.C., aunque es probable que esto sea un anacronismo. En el condado de Westmeath, Irlanda, se ha descubierto un tablero de fidchell que data del siglo X.
La asociación de los dados y las cartas con el juego llevó a que todos los juegos de dados, excepto el backgammon, fueran tratados como loterías por dados en las leyes de juego de 1710 y 1845. Los primeros productores de juegos de mesa de la segunda mitad del siglo XVIII eran cartógrafos. La popularización global de los juegos de mesa, con temas y marcas especiales, coincidió con la formación del dominio global del Imperio Británico. John Wallis fue un editor de juegos de mesa inglés, librero, vendedor de mapas/carta, impresor, vendedor de música y cartógrafo. Junto con sus hijos John Wallis Jr. y Edward Wallis, fue uno de los editores de juegos de mesa más prolíficos de finales del siglo XVIII y principios del XIX. John Betts' Un recorrido por las colonias británicas y las posesiones extranjeras  y A Voyage of Discovery de William Spooner eran populares en el imperio británico. Kriegsspiel es un género de juego de guerra desarrollado en la Prusia del siglo XIX para enseñar tácticas de batalla a los oficiales.
La década de 1990 marcó el auge de los denominados "Juegos de estilo alemán" o "Juegos de estilo europeo". El origen de estos juegos puede rastrearse hasta finales de la década de 1970 en los juegos producidos por empresas como Gibson Games, Ravensburger, Battleline, Eurogame o International Team. Sin embargo, el primer juego de estilo alemán que rompió las barreras del mercado europeo fue Los Colonos de Catán, editado por Franckh-Kosmos Verlags-GmbH & Co. en 1995 y punto de partida para el posterior auge del género.

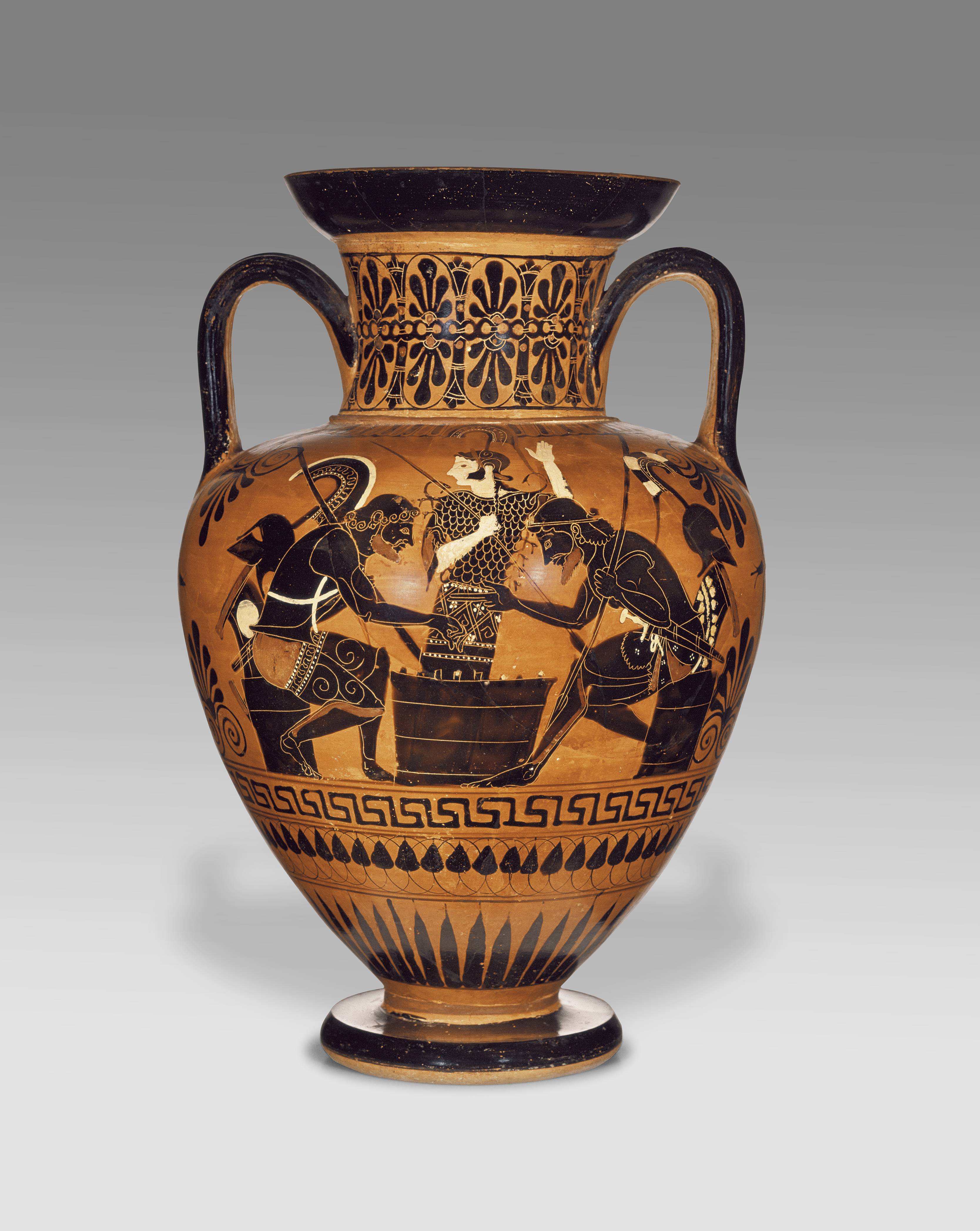
Aquiles y Áyax jugando un juego de mesa supervisado por Atenea, Attic Black-figure Neck Amphora, ca. 510 AdC
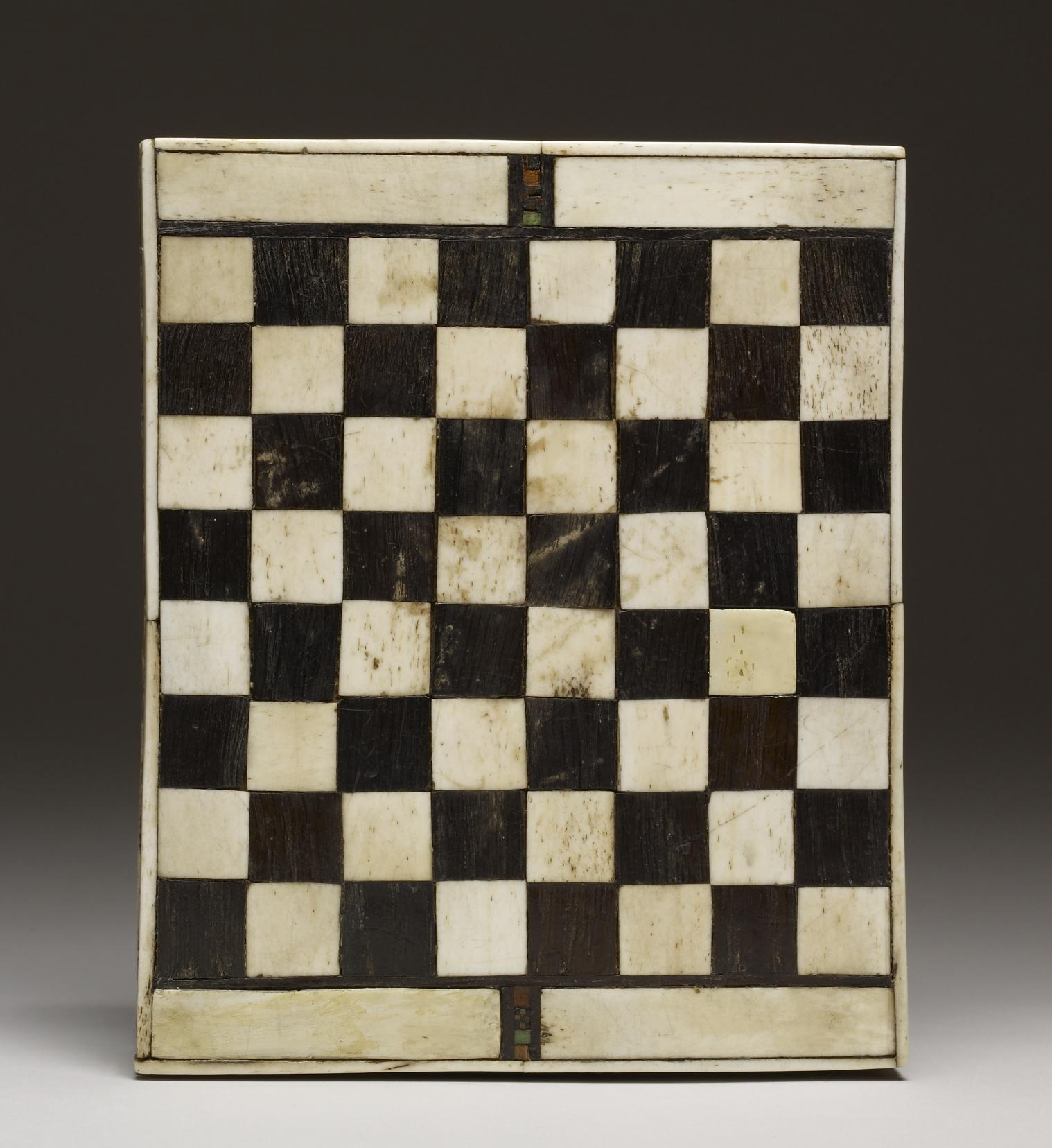
Caja para juegos de mesa, c. siglo XV, Walters Art Museum
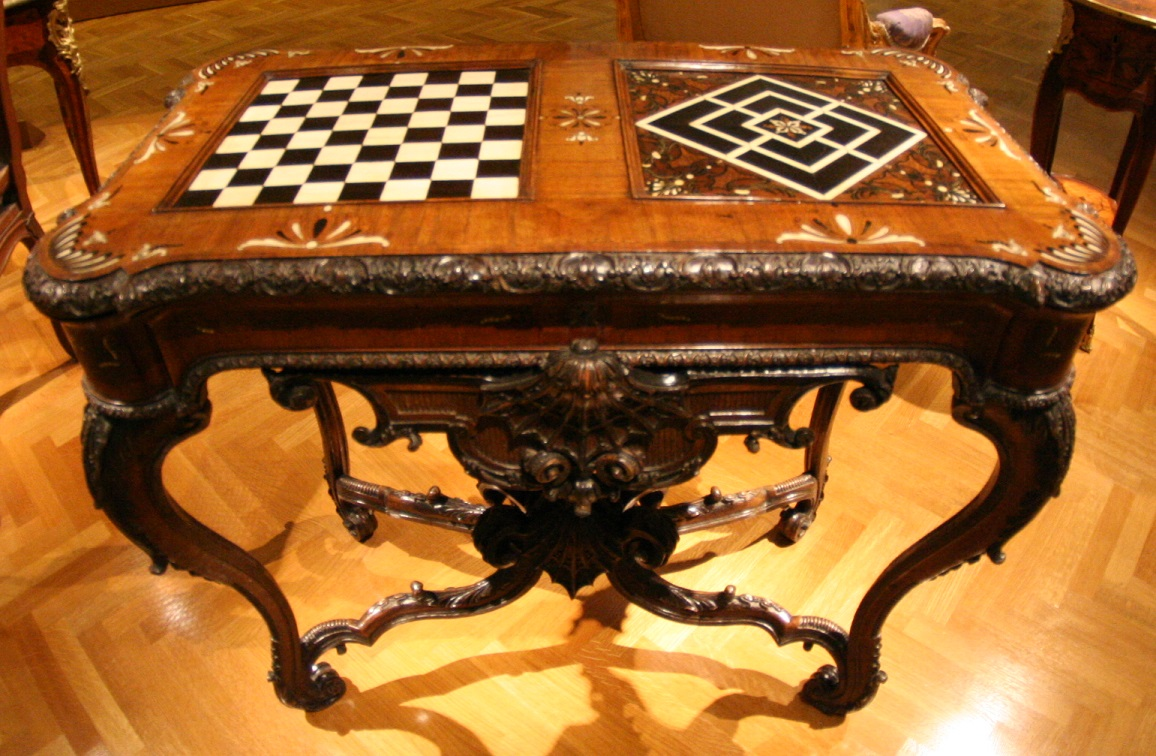
Una temprana mesa de juegos (Alemania, 1735) con ajedrez/damas (izquierda) y nine men's morris (derecha)
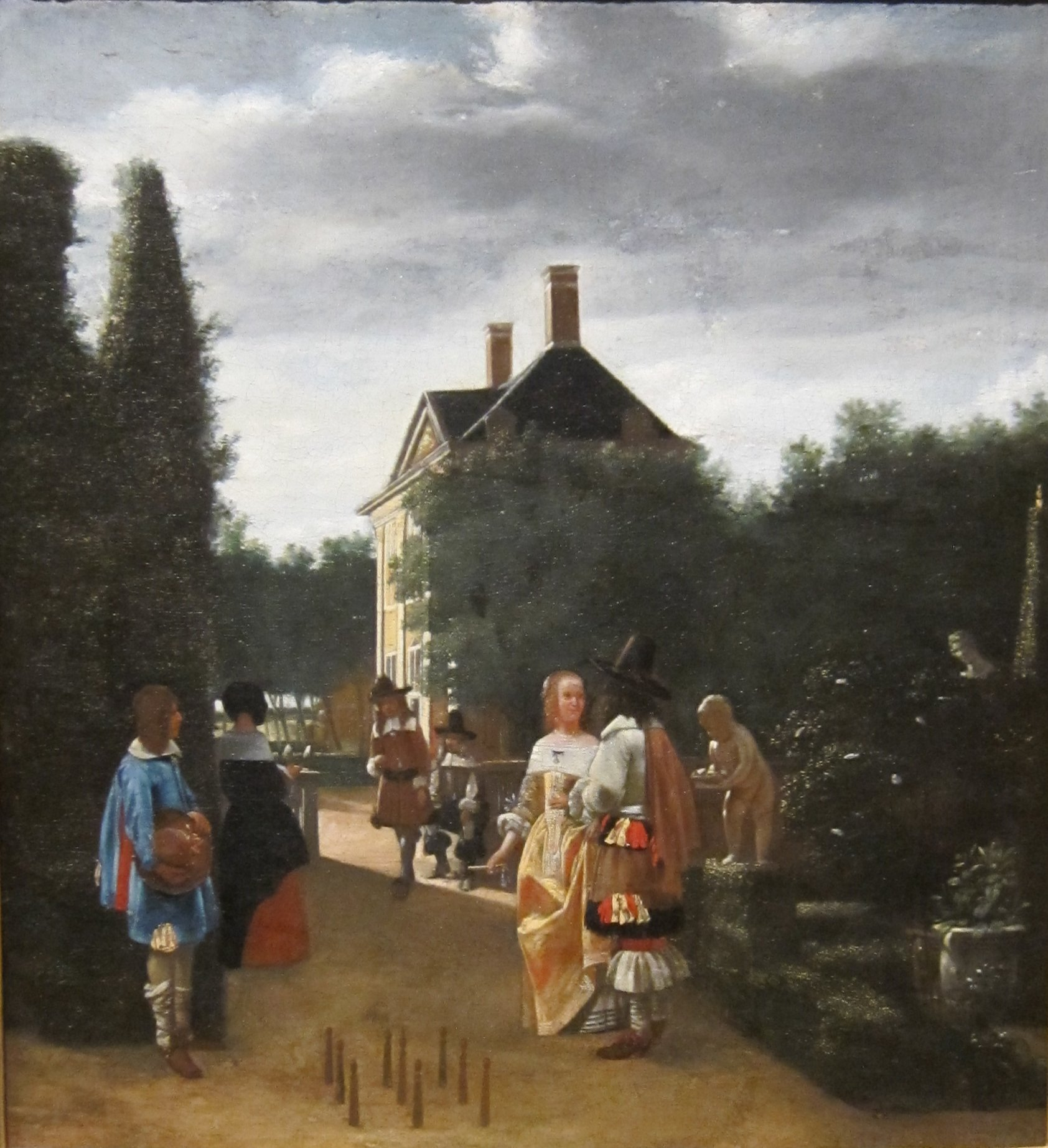
'Game of Skittles', copy of 1660-68 painting by Pieter de Hooch in the Saint Louis Art Museum

### América
En la América colonial de los siglos XVII y XVIII, la vida agraria del país dejaba poco tiempo para el juego, aunque las damas, los bolos y los juegos de cartas no eran desconocidos. Los peregrinos y los puritanos de Nueva Inglaterra no veían con buenos ojos el juego, y a menudo consideraban los dados como instrumentos del diablo. Cuando el gobernador William Bradford descubrió a un grupo de no puritanos jugando a la pelota, lanzando la barra y practicando otros deportes en las calles el día de Navidad de 1622, les confiscó los utensilios, les reprendió y les dijo que su devoción durante ese día debía limitarse a sus casas.
En Pensamientos sobre las loterías (1826), Thomas Jefferson escribió: 
Casi todos estos juegos de azar [es decir, de la industria humana] producen algo útil para la sociedad. Pero hay algunos que no producen nada y ponen en peligro el bienestar de los individuos que se dedican a ellos o de otros que dependen de ellos. Tales son los juegos de cartas, dados, billar, etc. Y aunque su práctica es una cuestión de derecho natural, la sociedad, percibiendo la irresistible inclinación de algunos de sus miembros a practicarlos, y la ruina que producen a las familias que dependen de estos individuos, lo considera como un caso de locura, quoad hoc, interviene para proteger a la familia y al propio interesado, como en otros casos de locura, infancia, imbecilidad, etc., y suprime por completo su práctica y el derecho natural a seguirla. Hay otros juegos de azar, útiles en ciertas ocasiones, y perjudiciales sólo cuando se llevan más allá de sus límites útiles. Tales son los seguros, las loterías, las rifas, etc. Estos no se suprimen, sino que se regulan bajo su propia discreción.

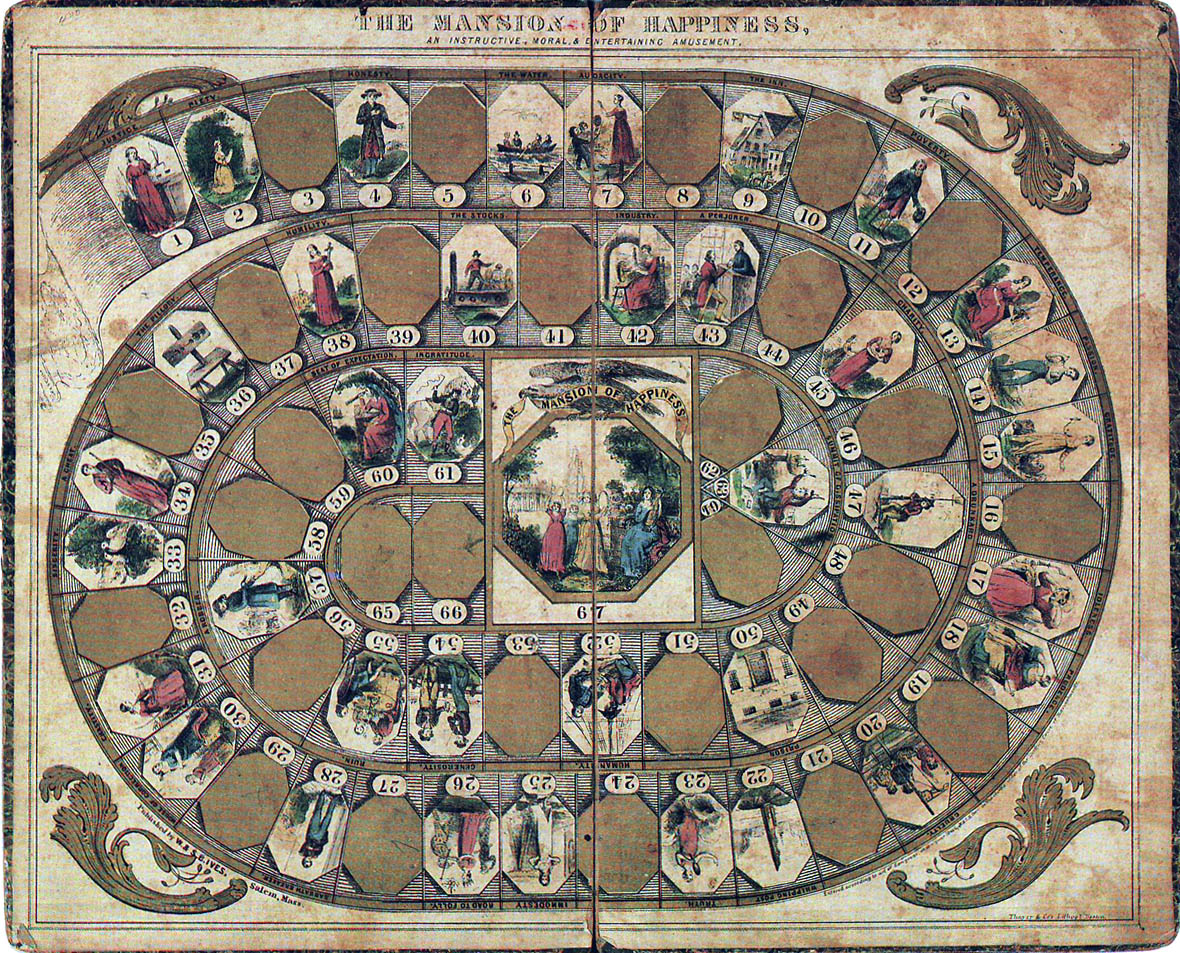
La mansión de la felicidad (1843)

El juego de mesa Traveller's Tour Through the United States y su juego hermano Traveller's Tour Through Europe fueron publicados por el librero neoyorquino F. & R. Lockwood en 1822 y reclaman la distinción de ser los primeros juegos de mesa publicados en los Estados Unidos.
A medida que Estados Unidos pasaba de la vida agraria a la urbana en el siglo XIX, la clase media disponía de más tiempo libre y de mayores ingresos. El hogar estadounidense, que antes era el centro de la producción económica, se convirtió en el locus de entretenimiento, ilustración y educación bajo la supervisión de las madres. Se animaba a los niños a jugar a juegos de mesa que desarrollaban la capacidad de leer y escribir y proporcionaban instrucción moral.
Los primeros juegos de mesa publicados en Estados Unidos se basaban en la moral cristiana. La mansión de la felicidad (1843), por ejemplo, enviaba a los jugadores por un camino de virtudes y vicios que conducían a la mansión de la felicidad (el cielo). The Game of Pope and Pagan, or The Siege of the Stronghold of Satan by the Christian Army (1844) enfrentaba una imagen en su tablero de una mujer hindú cometiendo suttee contra unos misioneros que desembarcaban en una costa extranjera. Los misioneros aparecen de blanco como "símbolo de la inocencia, la templanza y la esperanza", mientras que el Papa y el pagano aparecen de negro, el color de "la oscuridad del error, y ... el dolor por la pérdida diaria del imperio".
Los juegos de mesa producidos comercialmente a mediados del siglo XIX eran impresiones monocromáticas laboriosamente coloreadas a mano por equipos de jóvenes fabriles mal pagados. Los avances en la fabricación de papel y la impresión durante el período permitieron la producción comercial de juegos de mesa relativamente baratos. El avance más significativo fue el desarrollo de la cromolitografía, un logro tecnológico que permitió obtener imágenes llamativas y ricas en colores a precios asequibles. Los juegos costaban desde 0,25 dólares por un pequeño juego de cartas en caja hasta 3 dólares por juegos más elaborados.

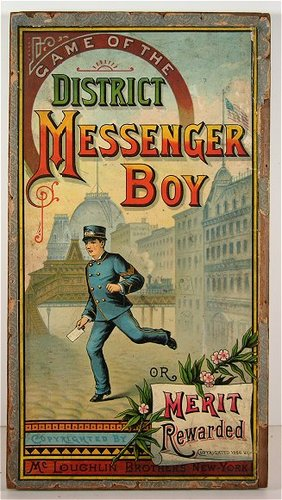
Juego de los District Messenger Boy (1886)

Los protestantes estadounidenses creían que una vida virtuosa conducía al éxito, pero esta creencia se puso en duda a mediados de siglo, cuando el país abrazó el materialismo y el capitalismo. En 1860, El juego de la vida recompensaba a los jugadores por actividades mundanas como asistir a la universidad, casarse y hacerse rico. La vida cotidiana, más que la vida eterna, se convirtió en el centro de atención de los juegos de mesa. El juego fue el primero en centrarse en las virtudes seculares en lugar de las religiosas, y vendió 40.000 copias en su primer año.
Juego del mensajero del distrito, o del mérito recompensado, publicado en 1886 por la firma neoyorquina de McLoughlin Brothers, fue uno de los primeros juegos de mesa basados en el materialismo y el capitalismo publicados en Estados Unidos. El juego es un típico roll-and-move juego de mesa de pista. Los jugadores mueven sus fichas a lo largo de la pista al giro de la flecha hacia la meta al final de la pista. Algunos espacios de la pista harán avanzar al jugador mientras que otros lo harán retroceder.
En la acomodada década de 1880, los estadounidenses fueron testigos de la publicación de Algeresque [que permitían a los jugadores emular a los héroes capitalistas de la época. Uno de los primeros juegos de este tipo, El juego del mensajero del distrito, fomentaba la idea de que el mensajero más humilde podía ascender por la escalera corporativa hasta su peldaño más alto. Este tipo de juegos insinuaban que la acumulación de riqueza traía consigo un mayor estatus social. Los juegos capitalistas competitivos culminaron en 1935 con el Monopoly, el juego de mesa de mayor éxito comercial en la historia de Estados Unidos.
Los hermanos McLoughlin publicaron juegos similares basados en el tema del chico del telégrafo, incluyendo el Juego del chico del telégrafo, o el mérito recompensado (1888). Greg Downey señala en su ensayo "Information Networks and Urban Spaces: El caso del Chico Mensajero del Telégrafo", que las familias que podían permitirse la versión de lujo del juego en su caja cromolitografiada y de madera no "habrían enviado a sus hijos a un aprendizaje tan duro en el mundo laboral"."
Margaret Hofer describió el período comprendido entre las décadas de 1880 y 1920 como "La Edad de Oro" de los juegos de mesa en Estados Unidos. La popularidad de los juegos de mesa se vio impulsada, como la de muchos artículos, gracias a la producción en masa, que los hizo más baratos y más fáciles de conseguir. Aunque no hay estadísticas detalladas, algunos estudiosos sugieren que en el siglo XX se produjo un descenso en la popularidad de la afición.

## Taxonomía
Los tableros pueden desplegarse desde el comienzo de la partida, como en el ajedrez, el go, la oca, el Monopoly o la mayor parte de los juegos de guerra y miniaturas, o bien ir construyéndose como parte de su desarrollo, al modo de Carcassone, Tantrix o Doom.

## Educación
El uso de juegos de mesa en la educación es muy común, incluyendo el aprendizaje de idiomas.

## Juegos gratuitos
Frente a los juegos comerciales, existen los Print&Play, que son juegos que se pueden imprimir gratuitamente.

## Suerte, estrategia y diplomacia
Algunos juegos, como el ajedrez, dependen completamente de la habilidad del jugador, mientras que muchos juegos infantiles como Candy Land y Snakes and Ladders no requieren ninguna decisión por parte de los jugadores y se deciden puramente por la suerte.

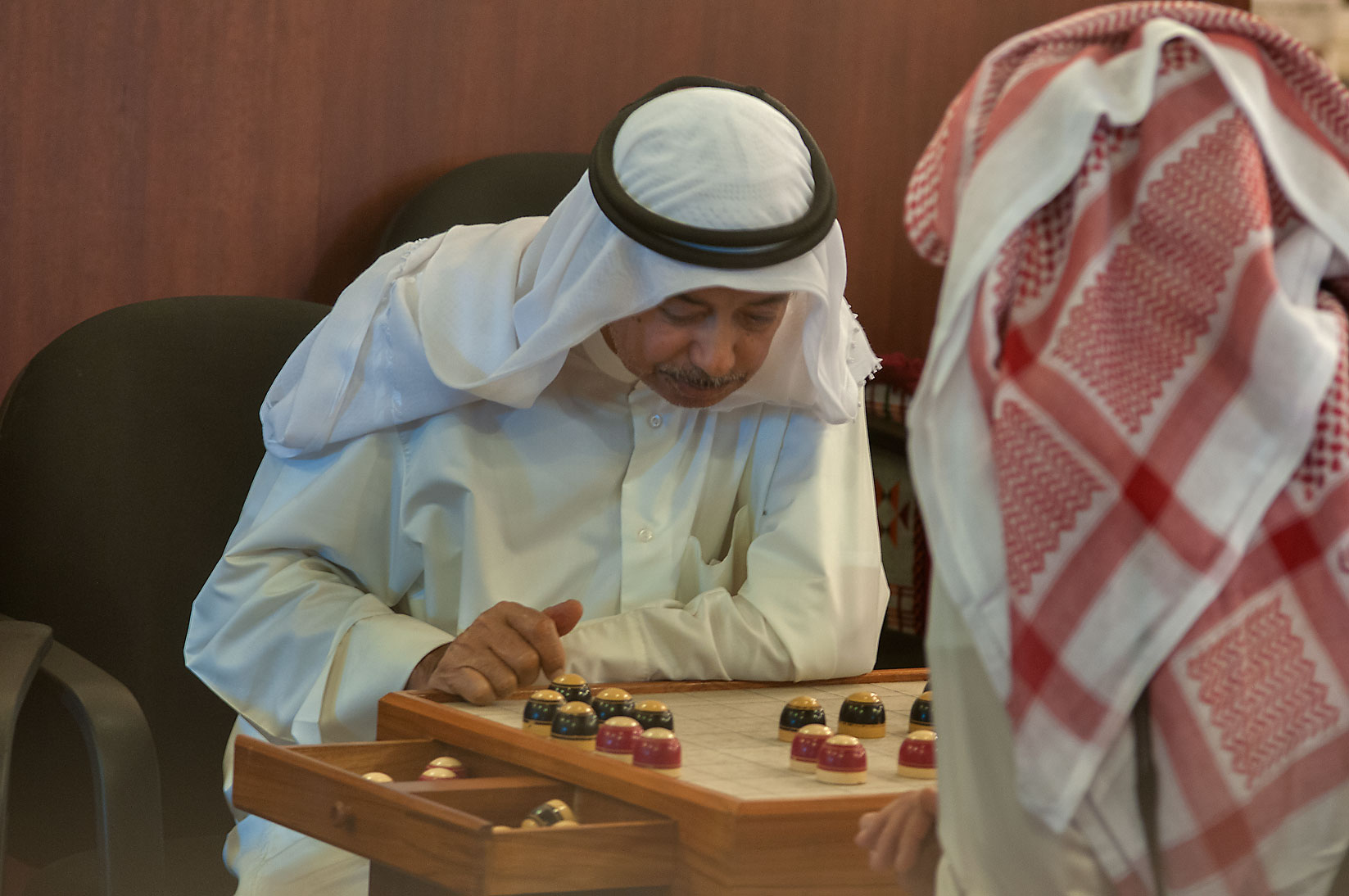
Dos qataríes jugando al tradicional juego de mesa de Damah

Muchos juegos requieren cierto nivel de habilidad y suerte. Un jugador puede verse perjudicado por la mala suerte en el backgammon, el Monopoly o el Risk; pero en muchas partidas un jugador hábil ganará más a menudo. Los elementos de la suerte también pueden dar más emoción a veces, y permitir estrategias más diversas y multifacéticas, ya que hay que tener en cuenta conceptos como el valor esperado y la gestión del riesgo.
La suerte puede introducirse en un juego por varios métodos. El uso de dados de diversa índole se remonta al primeros juegos de mesa. Estos pueden decidir todo, desde el número de pasos que un jugador mueve su ficha, como en el Monopoly, hasta cómo se comportan sus fuerzas en la batalla, como en el Risk, o qué recursos gana un jugador, como en el Catán. Otros juegos como ¡Sorry! utilizan una baraja de cartas especiales que, al ser barajadas, crean aleatoriedad. Scrabble hace algo parecido con letras elegidas al azar. Otros juegos utilizan hilanderos, temporizadores de duración aleatoria u otras fuentes de aleatoriedad. Los juegos de mesa de estilo alemán destacan por tener a menudo menos elementos de suerte que muchos juegos de mesa norteamericanos.
Otro aspecto importante de algunos juegos es la diplomacia, es decir, que los jugadores hagan tratos entre sí. La negociación generalmente aparece sólo en juegos de tres o más jugadores, siendo la excepción los juegos cooperativos. Una faceta importante de Catan, por ejemplo, es convencer a los jugadores para que comercien contigo en lugar de con los oponentes. En Risk, dos o más jugadores pueden aliarse contra otros. La diplomacia fácil consiste en convencer a otros jugadores de que otro está ganando y que, por tanto, hay que formar equipo contra él. La diplomacia avanzada (por ejemplo, en el juego llamado Diplomacy) consiste en hacer planes elaborados juntos, con la posibilidad de traición.
En los juegos de información perfecta, como el ajedrez, cada jugador tiene información completa sobre el estado de la partida, pero en otros juegos, como Tigris y Éufrates o Stratego, parte de la información se oculta a los jugadores. Esto hace que encontrar la mejor jugada sea más difícil y puede implicar la estimación de probabilidades por parte de los oponentes.

## Algunos juegos de tablero
- Ajedrez.
- Damas.
- Damas chinas.
- Backgammon.
- Ludo.
- Monopoly.
- Go.
- Halma.
- Molino.
- Reversi.
- Go-moku.
- Sittuyin (ajedrez birmano).
- Xiangqi (ajedrez chino).
- Shōgi (ajedrez japonés).
- Janggi (ajedrez coreano).